# Хостел (франшиза)
«Хостел» (англ. Hostel) — американская серия фильмов ужасов в жанре сплэттер, созданная режиссёром, сценаристом и продюсером Элайем Ротом. Состоит из 3-х фильмов, выходящих в период с 2005 по 2011 года и находящегося в разработке сериала-перезапуска.
В центре сюжета каждого фильма находится словацкая преступная организация, которая заманивает туристов в свои хостелы, где богатые садисты проводят над ними различного рода пытки и убийства. По ходу развития сюжета становится известно, что иерархия этой преступной организации действует на международном уровне.
Оригинальный фильм с актёром Джеем Эрнандесом в главной роли был встречен критиками неоднозначно, но смог отлично показать себя в прокате. 2 фильм был оценён ещё хуже, а также заработал в 2 раза ниже, чем первый фильм, но всё же смог окупиться в прокате. 3 фильм был выпущен сразу на DVD и на видео и его сборы на домашних носителях не разглашаются, но он был оценён гораздо лучше, чем 2 предыдущие части.

## Фильмы
| Фильм    | Дата выхода      | Режиссёр      | Сценарист      | Продюсер                                    |
| -------- | ---------------- | ------------- | -------------- | ------------------------------------------- |
| Хостел   | 17 сентября 2005 | Элай Рот      | Элай Рот       | Квентин Тарантино, Элай Рот, Скотт Шпигель  |
| Хостел 2 | 8 июня 2007      | Элай Рот      | Элай Рот       | Квентин Тарантино, Скотт Шпигель, Боаз Якин |
| Хостел 3 | 27 декабря 2011  | Скотт Шпигель | Майкл Д. Уайсс | Элай Рот, Скотт Шпигель, Крис Бриггс        |

### «Хостел» (2005)
По сюжету трое друзей - Пэкстон, Джош и Оли путешествуют по Европе в поисках веселья и секса. Однажды они узнают о неком хостеле, в котором полно сексапильных девушек. Парни не собираются упускать такой шанс и отправляются в Словакию, где и находится этот хостел. Прибыв на место, всё поначалу идёт хорошо, но вскоре происходит серия таинственных исчезновений постояльцев хостела. Вскоре пропадает и Оли, и Пэкстон с Джошем понимают, что этот хостел хранит страшную тайну, которую они должны раскрыть. 
Критики оценили фильм неоднозначно. На сайте-агрегаторе Rotten Tomatoes 1 фильм имеет 59% одобрения. В прокате фильм добился кассового успеха (при бюджете в 4 мл. $ фильм собрал 82 мл. $). 

### «Хостел 2» (2007)
После событий предыдущего фильма чудом уцелевший Пэкстон страдает от ПТСР и от мыслей, что преступная организация не успокоится, пока он не будет мёртв. Он пытается найти уединение со своей подругой, но однажды у них происходит крупная ссора, после которой Пэкстон оказывается убит. Тем временем 3 студентки - Бет, Уитни и Лора едут в уже известный всем хостел, чтобы отдохнуть. Но вскоре происходит череда жутких событий, после которых девушки попадают в ловушку хозяев хостела и их жестоких клиентов. Теперь у подруг есть только 2 пути - бороться за выживание или умереть. 
Критики оценили 2 часть ещё хуже, чем первую - она имеет лишь 44% одобрения. В прокате картина показала себя также гораздо хуже, чем предшественник, но всё же смогла окупиться (при бюджете в 10 мл. $ фильм собрал 35 мл. $).

### «Хостел 3» (2011)
Молодые парни Скотт, Картер, Майк и Джастин проводят весёлую ночь на мальчишнике в Лас-Вегасе. В один прекрасный момент разгулявшиеся парни решают поднять градус вечеринки и отправляются в путешествие. На следующее утро друзья просыпаются в жутком хостеле, который является настоящим домом пыток и убийств. Парни пытаются понять, как выбраться из этого кошмара, но вскоре они понимают самую страшную вещь - один из них является предателем и одним их хозяев этого хостела и именно он виноват в этом ужасе.  
Критики оценили 3 фильм гораздо лучше, чем первые 2 части - он получил 67% одобрения. Также, в отличие от предыдущих фильмов, 3 часть вышла сразу на DVD и на видео, и её итоговые сборы от продаж остаются неизвестными.

## Кассовые Сборы
| Фильм    | Дата выхода       | Сборы                   | Сборы                   | Сборы                    | Бюджет                  |
| Фильм    | Дата выхода       | Сев. Америка            | Другие страны           | Все страны               | Бюджет                  |
| -------- | ----------------- | ----------------------- | ----------------------- | ------------------------ | ----------------------- |
| Хостел   | сентябрь 17, 2005 | $47 326 473 мл.         | $34 653 353 мл.         | $81 979 826 мл.          | $4 800 000 мл.          |
| Хостел 2 | июнь 8, 2007      | $17 609 452 мл.         | $18 118 731 мл.         | $35 728 183 мл.          | $10 200 000 мл.         |
| Хостел 3 | декабрь 27, 2011  | -                       | -                       | -                        | —                       |
| Итог     | Итог              | 64 935 925 долларов США | 52 772 084 долларов США | 117 708 009 долларов США | 15 000 000 долларов США |

## Отзывы
| Фильм    | Rotten Tomatoes    | Metacritic       | CinemaScore |
| -------- | ------------------ | ---------------- | ----------- |
| Хостел   | 59% (109 рецензий) | 55 (— рецензий)  | C-          |
| Хостел 2 | 44% (112 рецензий) | 46 (21 рецензия) | C           |
| Хостел 3 | 67% (6 рецензий)   | -                | -           |

## Съёмочная группа
| Фильмы   | Профессия       | Профессия      | Профессия                       | Профессия                                          | Профессия                        |
| Фильмы   | Композитор      | Оператор       | Монтаж                          | Производство                                       | Дистрибуция                      |
| -------- | --------------- | -------------- | ------------------------------- | -------------------------------------------------- | -------------------------------- |
| Хостел   | Натан Барр      | Милан Хадима   | Джордж Фолси мл.                | Next Entertainment, Raw Nerve                      | Lions Gate Entertainment         |
| Хостел 2 | Натан Барр      | Милан Хадима   | Джордж Фолси мл.                | Next Entertainment, Raw Nerve                      | Lions Gate Entertainment         |
| Хостел 3 | Фредерик Видман | Эндрю Стрэхорн | Джордж Фолси мл. и Брэд Уилхайт | Stage 6 Films, RCR Media Group, Next Entertainment | Sony Pictures Home Entertainment |

## Актёры и персонажи
В таблице перечислены персонажи, когда-либо появляющиеся в  фильмах франшизы «Хостел».
| Персонаж                     | Фильмы             | Фильмы             | Фильмы          |
| Персонаж                     | Хостел             | Хостел 2           | Хостел 3        |
| Персонаж                     | 2005               | 2007               | 2011            |
| Персонажи                    | Персонажи          | Персонажи          | Персонажи       |
| ---------------------------- | ------------------ | ------------------ | --------------- |
| Пэкстон                      | Джей Эрнандес      | Джей Эрнандес      |                 |
| Джош                         | Дерек Ричардсон    |                    |                 |
| Оли                          | Эйтор Гудйонссон   |                    |                 |
| Кана                         | Дженнифер Лим      |                    |                 |
| Юки                          | Кейко Сейко        |                    |                 |
| Бет                          |                    | Лорен Джерман      |                 |
| Уитни                        |                    | Бижу Филлипс       |                 |
| Лорна                        |                    | Хезер Матараццо    |                 |
| Скотт                        |                    |                    | Брайан Хэллисей |
| Эми                          |                    |                    | Келли Тибо      |
| Майк                         |                    |                    | Скайлер Стоун   |
| Джастин                      |                    |                    | Джон Хенсли     |
| Кендра                       |                    |                    | Сара Хабель     |
| Никки                        |                    |                    | Сулай Энао      |
| Виктор                       |                    |                    | Никола Шкрели   |
| Анка                         |                    |                    | Эвелина Обоза   |
| Члены преступной организации |                    |                    |                 |
| Наталья                      | Барбара Неделякова |                    |                 |
| Светлана                     | Яна Кадержабкова   |                    |                 |
| Портье                       | Милда Хавлас       | Милда Хавлас       |                 |
| Алексей                      | Любомир Буковы     |                    |                 |
| Голландский бизнесмен        | Ян Власак          |                    |                 |
| Американский бизнесмен       | Рик Хоффман        |                    |                 |
| Иоганн                       | Пётр Яниш          |                    |                 |
| Мясник                       | Джозеф Брадна      | Иван Фурак         |                 |
| Саша                         |                    | Милан Княжко       |                 |
| Инна                         |                    | Сюзанна Гейслерова |                 |
| Стюарт                       |                    | Роджер Барт        |                 |
| Тодд                         |                    | Ричард Бёрги       |                 |
| Аксель                       |                    | Вера Йорданова     |                 |
| Мирослав                     |                    | Станислав Яневский |                 |
| Роман                        |                    | Роман Янечка       |                 |
| Миссис Батори                |                    | Моника Малакова    |                 |
| Картер                       |                    |                    | Кип Парду       |
| Трэвис                       |                    |                    | Крис Кой        |
| Флемминг                     |                    |                    | Томас Кречман   |

## Будущее
В декабре 2020 года таблоиды сообщили, что в разработке находится перезагрузка франшизы «Хостел». Однако в декабре 2023 года Элай Рот, создатель франшизы, сообщил, что в его планах снять ещё несколько фильмов серии, которые продолжат сюжет оригинальной трилогии. Он объяснил своё желание тем, что "ещё многое нужно рассказать" и "он слишком долго не обращал внимания на серию". Также он раскрыл, что у него есть идеи относительно того, в каком направлении вести серию дальше, а также он подтвердил, что планирует вновь сесть в кресло режиссёра, так как ранее не участвовал в создании третьего «Хостела».
В июне 2024 года было объявлено, что в разработке находится телесериал, действие которого происходит в рамках франшизы. Сериал был описан как "современный взгляд" и "переосмысление" франшизы, а жанр будет походить скорее на триллер. Элай Рот был назначен режиссёром, а также сценаристом вместе с Крисом Бриггсом. Исполнительными продюсерами были назначены Рот, Бриггс и Майк Флайсс. Главную роль получил Пол Джаматти. 